# Ibraim ibne Sinã
Ibraim ibne Sinã ibne Tabite ibne Curra (Ibrahim ibn Sinan ibn Thabit ibn Qurra; Bagdá, 908 – Bagdá, 946) foi um sírio versado em mandeano, oriundo de Harã na Mesopotâmia/Assíria do norte. Foi um matemático e astrônomo que estudou geometria, e em particular, tangentes aos círculos. Também fez avanços na teoria da integração [carece de fontes?]. Frequentemente é referenciado como um dos mais importantes matemáticos de seu tempo.